# Steyr-Daimler-Puch Spezialfahrzeug
Die Steyr-Daimler-Puch Spezialfahrzeug GmbH (SSF) ist ein österreichischer Rüstungshersteller, der 1998 aus den oberösterreichischen Steyr-Daimler-Puch-Werken ausgegliedert, und an eine österreichische Investorengruppe verkauft wurde. Diese verkaufte SSF im Jahr 2003 an den US-amerikanischen Rüstungskonzern General Dynamics, der das Unternehmen in die europäische Tochtergesellschaft General Dynamics European Land Systems (GDELS), die ihren Sitz in Madrid hat, eingliederte.

## Produktion

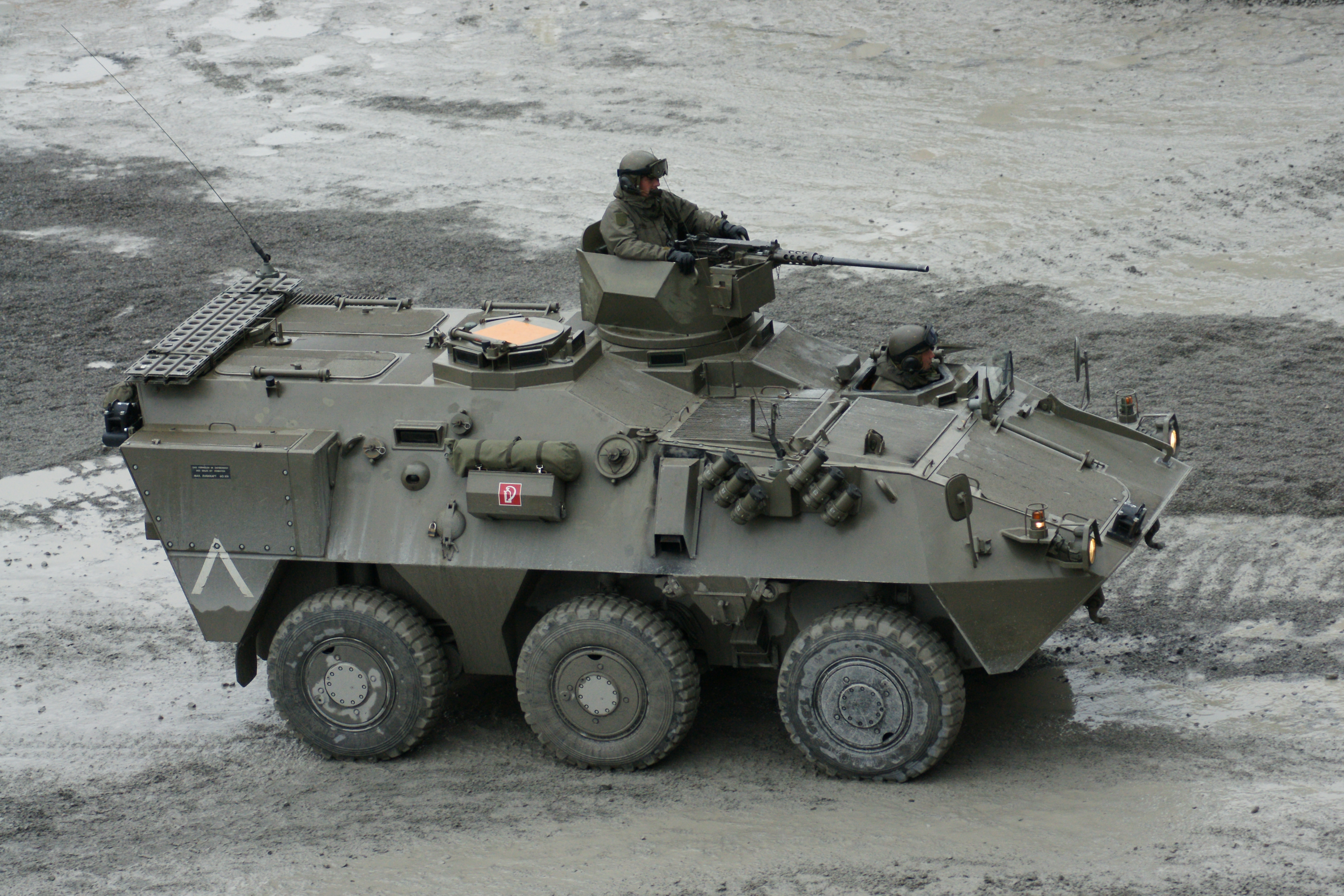
Radpanzer Pandur

SSF produziert derzeit den Radpanzer Pandur (bzw. dessen Nachfolgemodelle Pandur II und Pandur Evolution), den Panzer Ulan und den Geschützturm SP30. Die Entwicklung wie auch die Produktion finden im Werk Wien-Simmering statt.

## Geschichte
Das heutige Unternehmen Steyr-Daimler-Puch Spezialfahrzeug setzt sich aus Teilen der früheren Österreichischen Waffenfabrik, der Daimler-Motoren-Gesellschaft und der Puch-Werke zusammen. Bekanntestes Produkt des Unternehmens ist der Radpanzer Pandur, der im ehemaligen Saurer-Werk in Wien-Simmering hergestellt wird.
SSF unterliegt als österreichisches Unternehmen den strengen Bestimmungen des Neutralitätsgesetzes aus dem Staatsvertrag, weshalb Waffen und Kriegsgerät nicht in „Krisenregionen“ geliefert werden dürfen. Da die Definition des Gesetzestextes jedoch Auslegungsspielraum offenlässt, wurde dem Unternehmen im Jahr 2001 einerseits der Export von 66 Truppentransportern nach Simbabwe erlaubt, kurz bevor die EU ein Waffenembargo gegen dieses Land verhängte, andererseits darf Steyr Mannlicher, ein Gewehrhersteller der ebenfalls aus den Steyr-Daimler-Puch Werken hervorging, keine Exporte nach Südamerika tätigen, wie das Innenministerium entschied.

### Übernahme durch General Dynamics
Im Oktober 2003 wurde die Steyr-Daimler-Puch Spezialfahrzeug GmbH zu 100 Prozent Tochter der amerikanischen General Dynamics Corporation und vollständig integriert in die Tochtergesellschaft „General Dynamics European Land Systems“. Am Standort in Wien-Simmering waren damals etwa 350 Mitarbeiter beschäftigt.
Im Oktober 2013 wurde spekuliert, dass der US-Eigner die Produktion des Pandurs nach Portugal verlegen und das Werk Simmering schließen könnte. Die Panzerproduktion in Wien-Simmering wurde 2014 nach dem Auslaufen eines Großauftrags aus Kuwait schließlich vorübergehend stillgelegt. Nur  Wartung, Reparatur und Serviceleistungen für SK-105, Ulan- und Pandur-Fahrzeuge sowie die Entwicklung und der Bau von Prototypen wurden weitergeführt. Die Zahl der Beschäftigten wurde von 310 auf etwa 100 reduziert.
2015 erhielt die tschechische Czechoslovak Group (bzw. die Tochtergesellschaft Excalibur Army) die Lizenzrechte zur Produktion von Pandur-Panzerwägen bis zum Jahr 2039. Seither gingen dort Bestellungen unter anderem aus Indonesien und Tschechien ein, das 2017 weitere 20 Pandur (in Spezialausführungen als Führungs- und Funkfahrzeuge) beim Lizenznehmer bestellte. Die Fertigung erfolgt durch Tatra Defence Vehicle in Kopřivnice.
Mit dem Erhalt eines neuen Auftrags über 34 Pandur um 105 Millionen Euro durch das Österreichische Bundesheer im Jahr 2017 wurde die Produktion in Wien wieder aufgenommen und der Mitarbeiterstand um rund zehn Prozent auf 160 erhöht. Die Fahrzeuge werden seit Mai 2018 bis 2020 ausgeliefert.

## Großaufträge (Auswahl)
- 2004: Die portugiesische Armee bestellt 260 Pandur um 344 Millionen Euro
- 2009: Die tschechische Armee bestellt 107 Pandur-Radpanzer um 578 Mio. Euro[7]
- 2017: Das österreichische Bundesheer bestellt 34 Pandur-Radpanzer um 105 Mio. Euro[6]
- 2024: Das österreichische Bundesheer beschafft 225 Mannschaftstransporter Pandur Evolution.[8]

## Korruptionsaffären
Im Jahr 2006 beschloss die tschechische Regierung den Kauf von 199 Pandur-Radpanzern um umgerechnet rund 822 Millionen Euro (21 Milliarden tschechische Kronen), die ab 2007 an das tschechische Militär ausgeliefert werden sollten. 2007 wurde der Auftrag jedoch wegen angeblicher Qualitätsmängel storniert. Nach Korruptionsermittlungen wurde ein enger Berater des tschechischen Premiers zu einer mehrjährigen Haftstrafe verurteilt, da er versucht haben soll, Schmiergeldzahlungen von SSF zu erpressen, wozu es jedoch nicht gekommen sein soll. 2009 bestellte Tschechien schließlich doch 107 Pandur.
Steyr-Daimler-Puch Spezialfahrzeug war in einen großen Korruptionsskandal in Thailand verwickelt. Die Stadtverwaltung von Bangkok (Bangkok Metropolitan Administration, BMA) bestellte 2004 bei SSF 315 Löschfahrzeuge und 30 Feuerlöschboote für die Bangkoker Feuerwehr zum Preis von 6,6 Milliarden Baht (zum damaligen Kurs ca. 125 Millionen Euro), 49 % über den zuvor üblichen Preisen. Der Gouverneur von Bangkok Apirak Kosayodhin, der nach seiner Amtsübernahme im November 2004 eine Bürgschaft für das Geschäft ausgestellt hatte, aber von Schmiergeldzahlungen nichts wusste, trat 2008 zurück. Im September 2013 wurde der ehemalige stellvertretende Innenminister Thailands Pracha Maleenond zu einer Haftstrafe von 12 Jahren, der ehemalige Bangkoker Dezernent für Katastrophenschutz und -hilfe Athilak Tanchukiat zu zehn Jahren verurteilt (beide entzogen sich der Strafe durch Flucht ins Ausland). Apirak Kosayodhin wurde freigesprochen. Steyr entsandte trotz Ladung keinen Vertreter zu dem Prozess. Die Witwe und die Töchter des zwischenzeitlich verstorbenen Samak Sundaravej, der zur Zeit der korruptionsbehafteten Bestellung Gouverneur von Bangkok und später thailändischer Ministerpräsident war, wurden im April 2014 zur Zahlung von Schadenersatz in Höhe von 587 Millionen Baht (ca. 13 Mio. Euro) an die BMA verurteilt, ebenso der flüchtige Pracha Maleenond. Der Betrag entspricht jeweils 30 % des Gesamtschadens von 1,958 Milliarden Baht (ca. 43,7 Mio. Euro).